# 哈羅德·普林斯

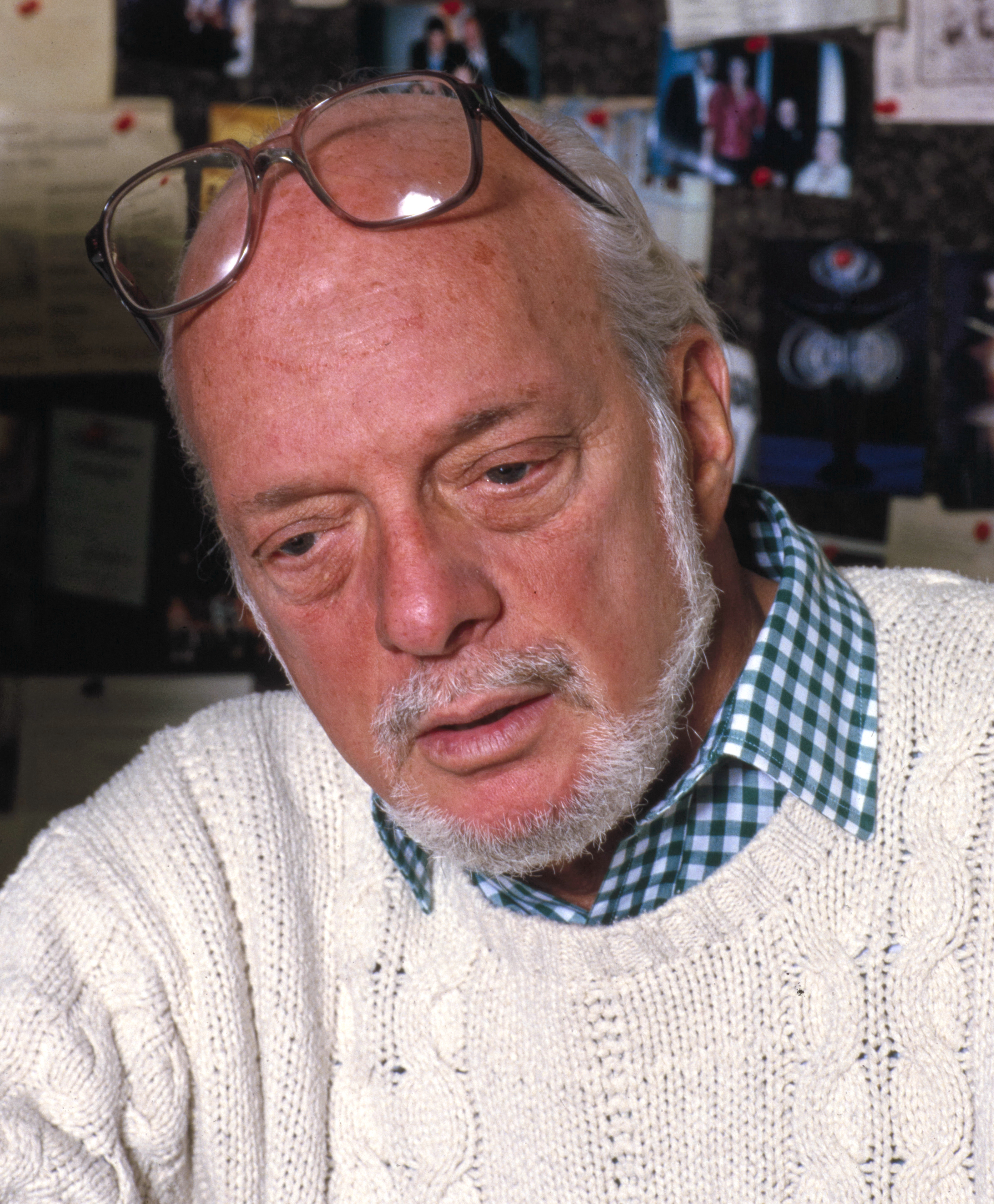
哈羅德·普林斯

哈罗德·史密斯·普林斯（Harold Smith Prince，1928年1月30日 - 2019年7月31日）是一位美国百老匯劇院劇場、音樂劇导演和制片人。普林斯參與製作西城故事、屋顶上的提琴手、歌厅 、歌劇魅影等音樂劇。 他共获得21次托尼奖，其中就拿過8次托尼奖最佳音乐剧导演、8次托尼奖最佳音乐剧、2次最佳音乐剧制作人奖和3次特别奖。